# Церква Успіння Пресвятої Богородиці (Бережани)
Церква Успіння Пресвятої Богородиці в Бережанах — парафія і храм Бережанського благочиння Тернопільської єпархії Православної церкви України в місті Бережани Тернопільського району Тернопільської области.

## Історія церкви
У 2002 році відбулося освячення каменя під будівництво нового храму. Будівництво розпочали в лютому 2004 року.
Завдяки наполегливій праці та пожертвам жителів міста та навколишніх сіл, 28 серпня 2004 року митрополит Тернопільський і Кумицький Василій освятив новозбудований храм, названий на честь Успіння Пресвятої Богородиці.

## Парохи
- о. Володимир Скіп
- о. Микола Томащук
- о. Володимир Зайчук.